# Metioche schoutedeni
Metioche schoutedeni är en insektsart som beskrevs av Lucien Chopard 1934. Metioche schoutedeni ingår i släktet Metioche och familjen syrsor. Inga underarter finns listade i Catalogue of Life.